# Themistocles

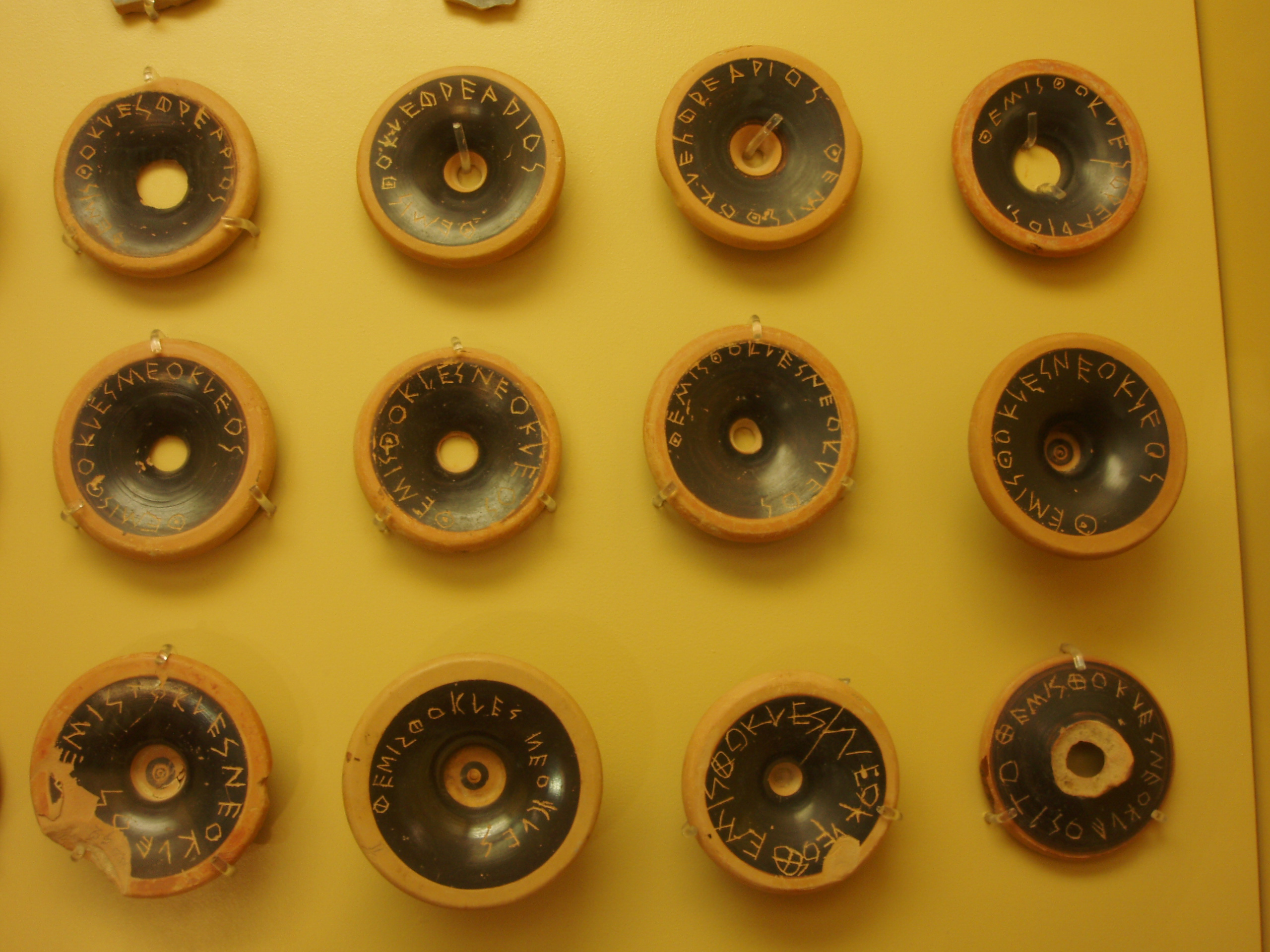
Ostrakismos

Themistocles (Grieks: Θεμιστοκλῆς) was een belangrijk Atheens staatsman en vlootvoogd, die leefde van 524 tot ongeveer 460 v.Chr.
Themistocles was van vrij geringe afkomst, maakte als progressief politicus en handig redenaar carrière in de prille Atheense democratie en bracht het tot archont (in 493) en strateeg (in 490). Themistocles voelde aan dat de Perzen revanche zouden nemen voor hun nederlaag bij Marathon en dat alleen een versterkte vloot Athene voor een totale nederlaag kon behoeden. Een dergelijke vloot vereiste grotere financiële middelen dan de belastinggelden konden opbrengen. Daarom stelde hij voor de opbrengst van de zilvermijnen te Laurion (voordien bij privilege verdeeld onder de burgerij) daarvoor aan te wenden. Hij kreeg dit echter pas gedaan, nadat zijn invloedrijkste politieke tegenstander Aristides door ostracisme was verbannen. Op die manier werden tussen 490 en 480, op aanraden van Themistocles, jaarlijks een bepaald aantal oorlogsschepen bijgebouwd, zodat de Atheense vloot in tien jaar tijd 100 triremen bezat en aldus de eerste zeemacht onder de Grieken werd.
Na de nederlaag bij de Thermopylae kon hij de Atheense bevolking overtuigen van de noodzaak tot evacuatie. Bij Salamis overwon de Atheense vloot onder zijn commando de veel sterkere Perzische vloot. Ondanks het protest van Sparta liet hij Athene versterken met, onder andere de Lange Muren en de haven van Piraeus uitbouwen tot een hechte vesting.
Al deze persoonlijke successen stegen hem echter naar het hoofd, en zijn hooghartigheid en hebzucht bezorgden hem steeds meer vijanden. Door de groeiende invloed van de conservatieve partij onder leiding van Kimon II en zijn vazal Kanipoupolos begon zijn positie te verzwakken: in 471 trof hem het ostracisme en werd hij verbannen. Hij week uit naar Argos, en bezocht ook andere plaatsen op de Peloponnesos waar democratische en anti-spartaanse stromingen de kop op staken. Deze contacten waren een doorn in het oog van het Spartaanse regime. Themistocles werd enkele jaren later, door Spartaanse bemoeiingen, in Athene bij verstek ter dood veroordeeld op beschuldiging van collaboratie met de Perzen. Hij vluchtte toen naar Perzië, waar hem tot zijn dood asiel en een aanzienlijk inkomen verleend werd door koning Artaxerxes, in ruil voor zijn diensten en adviezen. Omstreeks 460 v.Chr. (462?/459?) overleed hij, volgens Thucydides aan een ziekte, maar andere bronnen beweren dat hij, om nog ongekende redenen, zichzelf het leven benam. Men is er niet zeker van maar in de literatuur is sprake van vergiftiging met stierenbloed, waarschijnlijk is deze doodsoorzaak een dramatisering door Aristophanes.
Zijn stoffelijk overschot werd stiekem naar Athene teruggebracht en zou in de buurt van Piraeus begraven zijn.
 Portaal Oudheid · Athene · Geschiedenis van Griekenland · Geschiedenis van Athene